# ...Like Clockwork
…Like Clockwork é o sexto álbum de estúdio da banda americana de stoner rock Queens of the Stone Age, lançado em 3 de junho de 2013 no Reino Unido e em 4 de junho nos Estados Unidos. Elton John definiu o álbum como um dos melhores álbuns de rock alternativo de todos os tempos.
Foi produzido pela banda, além de ser é o primeiro do Queens of the Stone Age com contribuições totais dos membros Michael Shuman e Dean Fertita, respectivamente baixista e tecladista da banda, que se uniram a mesma em 2007 para a turnê de apoio do quinto álbum de estúdio da banda, Era Vulgaris, no qual gravaram suas faixas bônus.
Na esperança que o colaborador Trent Reznor fosse produzir o álbum, a banda começou a gravar …Like Clockwork em Agosto de 2012.
Logo após um começo tumultuado, que inclui a saída do baterista de longa data, Joey Castillo, o membro fundador Josh Homme descreveu o álbum como "documentando um avanço, você sabe. Foi um momento difícil, então pensei 'eu posso correr disso ou eu posso ir de encontro'".
O álbum foi aclamado pela crítica generalizada, obtendo assim um sucesso comercial desde o seu lançamento. O número dois na UK Album Chart e número um na Billboard 200, tornando-se o primeiro a alcançar o topo das paradas no Estados Unidos, além de ser indicado para três prêmios Grammy, incluindo melhor álbum de rock.

## Faixas
| N.º | Título                           | Duração |  |
| 1.  | "Keep Your Eyes Peeled"          | 5:04    |  |
| 2.  | "I Sat by the Ocean"             | 3:55    |  |
| 3.  | "The Vampyre of Time and Memory" | 3:34    |  |
| 4.  | "If I Had A Tail"                | 4:55    |  |
| 5.  | "My God Is The Sun"              | 3:39    |  |
| 6.  | "Kalopsia"                       | 4:38    |  |
| 7.  | "Fairweather Friends"            | 3:43    |  |
| 8.  | "Smooth Sailing"                 | 4:51    |  |
| 9.  | "I Appear Missing"               | 6:00    |  |
| 10. | "…Like Clockwork"                | 5:24    |  |

## Membros

### Queens of the Stone Age
- Josh Homme – Vocais, guitarra principal (faixas 3,4,5,7 e 8), slide guitar (faixas 2 e 9), baixo (faixa 10).
- Troy Van Leeuwen – Guitarra principal (faixas 1,2,6, e 9), guitarra acústica (faixa 10), guitarra de 12 cordas (faixas 5 e 9).
- Dean Fertita – Piano (faixas 2,3 e 6), guitarra (faixas 1,3,5,7,8 e 10), slide guitar (faixas 2), clavinet (faixas 9).
- Michael Shuman – Baixo (faixas 1-9), mellotron (faixa 10), guitarra de 12 cordas (faixa 4).
- Jon Theodore - Bateria (faixa 10).

### Aparições
- Joey Castillo - Bateria (faixas 1,2,3 e 6).
- Dave Grohl - Bateria (faixas,4,5,7,8 e 9).
- Jake Shears - Vocais (faixa 1).
- Mark Lanegan - Backing vocal (faixa 4).
- Nick Oliveri - Backing vocal (faixa 4).
- Alex Turner - Backing vocal (faixa 4).
- Trent Reznor - Vocal (faixa 6).
- Elton John - Vocal e piano (faixa 7).
- Charlie May - Piano (faixa 10).

Informações retiradas do encarte digital do site oficial do QOTSA.

## Tabelas musicais
| Paradas (2013) | Melhor posição |
| -------------- | -------------- |
| Alemanha       | 7              |
| Austrália      | 1              |
| Áustria        | 3              |
| Bélgica (VL)   | 1              |
| Bélgica (VA)   | 14             |
| Dinamarca      | 4              |
| Espanha        | 7              |
| Finlândia      | 2              |
| França         | 8              |
| Irlanda        | 1              |
| Itália         | 11             |
| Nova Zelândia  | 2              |
| Noruega        | 2              |
| Países Baixos  | 3              |
| Portugal       | 1              |
| Suécia         | 3              |
| Suíça          | 2              |
| Reino Unido    | 2              |
| Estados Unidos | 1              |